# 中国地震局规划财务司
中国地震局规划财务司，是中国地震局直属的内设职能司。

## 历史
1971年8月2日，中华人民共和国国务院决定调整原属中国科学院的各地震研究工作部门，组建“国家地震局”，作为国务院部委管理的国家局，领导全国地震工作，开展地震观测、预报和科学研究工作。1994年，国务院办公厅印发文件，同意设立“国家地震局计划财务司”，计划财务司负责组织编制防震减灾事业中长期发展规划和年度计划、监督事业费和专项资金的使用、监督管理地震系统国有资产，管理地震统计工作。
1999年，国务院办公厅在其印发的《中国地震局职能配置内设机构和人员编制规定》中，决定将国家地震局改组为“中国地震局”，同时调整组建“中国地震局规划财务司” 。2003年，根据中央机构编制委员会办公室的批复，规划财务司更名为“中国地震局发展与财务司”。

## 职能
中国地震局规划财务司包括10项职能，主要涵盖防震减灾战略与规划编制工作、地震系统统计、科研项目管理、财务管理、国有资产经营等方面。中国地震局发展与财务司的具体职能如下，
- 负责国家防震减灾发展战略研究，组织编制国家防震减灾中长期事业发展规划；
- 负责防震减灾事业发展改革；
- 拟订发展与财务管理规章制度和标准；
- 负责预算、决算管理和基本建设管理；
- 负责防震减灾重大专项和重点项目管理；
- 负责监管专项资金和各类经费，组织财务稽察；
- 负责国库支付和日常财务管理；
- 负责国有资产管理和政府采购监管；
- 负责防震减灾行业统计工作；
- 负责监管国有资产经营性活动。